# Lycaugidia albatus
Lycaugidia albatus là một loài bướm đêm trong họ Geometridae.